# 朱友諒
朱友諒（？—923年），五代十国後梁皇族，初代太祖皇帝朱全忠侄子，父朱全昱。

## 生平
904年春正月，因朱友倫在球场坠马而死，朱全忠怀疑崔胤所害，命朱友諒将唐朝宰相崔胤府邸包围，崔胤与妻子儿孫全部被殺。被叔父封为衡王。朱友谅出镇宋州，进瑞麦一茎三穗，朱全忠大怒：“今年宋州大水，何用此为！”罢朱友谅官，留在了京城。朱全忠卧病，朱全昱来探病，与朱全忠相持恸哭；朱全忠放了朱友谅，使与东归。916年正月，朱全昱死后，以衡王朱友谅嗣封广王。朱友谅多行不法。921年，因二弟朱友能謀反被废黜囚禁于京师。末帝朱友貞在后梁灭亡前夕，把朱友谅、朱友能、朱友誨三兄弟全部杀死。

## 相关传记
- 《旧五代史》梁书卷十二 宗室列传二 :友諒，全昱子，初封衡王，後嗣廣王。繼歷藩郡，多行不法。坐弟友能反，廢囚京師。唐師入汴，與友能、友誨同日遇害。
- 《新五代史》梁书卷十三 梁家人传第一